# Elgin (Moray)
Elgin je město ve Skotsku, ležící v oblasti Moray, cca 44 kilometrů východně od města Inverness. Ve městě Elgin žije přibližně 25 tisíc obyvatel.

## Historie
Město má dlouhou historii, spojenou hlavně s místní katedrálou, dokončenou roku 1224. V roce 1390 bylo město, spolu s katedrálou vypáleno, o což se „přičinil“ Alexander Stewart, který byl exkomunikován biskupem z Moray. Ve městě stojí ještě za zmínku budovy, jako Nemocnice doktora Graye (dokončena 1818), místní kostel (1828), nebo i elginské muzeum. Stavbou železnice v 19. století se z města stalo centrum kraje Moray. Ve městě je také několik palíren skotské whisky, v jejíž produkci patří mezi ty nejvýznamnější.

## Partnerské město
- Landshut, Německo